# 玉懸博之
玉懸 博之（たまかけ ひろゆき、1937年4月23日 - ）は、日本思想史学者。文学博士（東北大学・論文博士・2000年）（学位論文「日本中世思想史研究」）。東北大学名誉教授。

## 略歴
岩手県二戸郡金田一村（現・二戸市）生まれ。1963年東北大学文学部日本思想史専攻卒業。68年同大学院文学研究科博士課程単位取得退学、東北大学文学部助手、73年講師、77年助教授、1986年教授（日本思想史）。2000年、「日本中世思想史研究」で、東北大学より文学博士の学位を取得。2001年定年退官、名誉教授、いわき明星大学教授、図書館長。2004年退職。日本思想史学会会長を務めた。

## 著書
- 『日本中世思想史研究』ぺりかん社 1998
- 『近世日本の歴史思想』ぺりかん社 2007
- 『日本近世思想史研究』ぺりかん社 2008

### 共編
- 『国家と宗教 日本思想史論集』源了圓共編 思文閣出版 1992
- 『日本思想史 その普遍と特殊』編 ぺりかん社 1997

## 参考
- ISBN 978-4-8315-1200-0
- 玉懸博之教授略歴 (玉懸博之教授退官記念) 日本思想史研究 2001
- 『現代日本人名録』2002年